# Rio Escu
O Rio Escu é um rio da Romênia, afluente do Şimişna, localizado no distrito de Cluj e Sălaj.